# Aulacophora ioptera
Aulacophora ioptera es un coleóptero de la familia Chrysomelidae.
Fue descrita científicamente por primera vez en 1823 por Wiedemann.